# Periclina dedalma
Periclina dedalma är en fjärilsart som beskrevs av Paul Dognin 1913. Periclina dedalma ingår i släktet Periclina och familjen mätare. Inga underarter finns listade i Catalogue of Life.